# Josef Freising
Josef Freising (17. září 1875 Dolní Dunajovice – 17. září 1971 Esslingen am Neckar) byl československý politik německé národnosti a meziválečný poslanec Národního shromáždění.

## Biografie
Působil jako učitel tělocviku a kreslení na německojazyčných školách na jižní Moravě. Patřil mezi hlavní osobností turnerského hnutí na jižní Moravě. Po roce 1918 se věnoval i vlastivědnému bádání. Podílel se na založení muzea v Klentnici. Povoláním byl podle údajů k roku 1928 profesorem ve výslužbě v Brně-Černovicích.
Po parlamentních volbách v roce 1925 se stal za Německý svaz zemědělců (Bund der Landwirte - BdL) poslancem Národního shromáždění. Mandát ale získal až dodatečně jako náhradník roku 1928 poté, co přišel o mandát poslanec Georg Hanreich.
Po začlenění zbytku českých zemí do Německé říše v březnu 1939 byl jmenován správcem v Moravském zemském muzeu, kde jeho politikou bylo posilování německého prvku v expozicích i v personálu muzea. Po válce byl dočasně internován československými úřady a vysídlen do Německa. Zde se angažoval v krajanských spolcích vysídlených Němců z jižní Moravy. Na jeho počest uděluje organizace Südmährischer Landschaftsrat cenu za zásluhy v oboru vlastivědy (Prof. Josef-Freising-Preis).